# La Santa Cecilia
La Santa Cecilia es una banda mexicoestadounidense basada en Los Ángeles, California, quienes interpretan una mezcla de muchas formas de música, incluyendo cumbia, bossa nova, y boleros. El nombre La Santa Cecilia está basado en la patrona católica de los músicos: Santa Cecilia. Con su álbum «Treinta días», el grupo ganó el Premio Grammy a Mejor Álbum de Rock Latino, Urbano o Alternativo en 2014.

## Influencias
Las influencias de La Santa Cecilia son cumbia, sones afrocubanos, bossa nova, folk, mariachi, rock, blues, bolero, rancheras, norteñas y jazz. Los artistas que han influido en las composiciones son artistas como Janis Joplin, José Alfredo Jímenez,  Juan Gabriel, Consuelo Velázquez, Miles Davis, Mercedes Sosa, Ramón Ayala, y Chavela Vargas.

## Miembros
Los miembros de la banda incluyen:
- Marisol "La Marisoul" Hernández: Voz. (La Marisoul también tiene una trayectoria artística y discográfica individualmente)
- José "Pepe" Carlos: Acordeonista y Requinto
- Miguel "Oso" Ramírez: Percusionista
- Álex Bendaña: Bajista

Otros miembros
- Andrés Torres: Baterista
- Marco Sandoval: Guitarrista
- Roberto Carlos: Guitarrista

## Discografía
- Noche y citas - EP (2010)
- El valor - EP (2012)
- Treinta días (2013)
- Algún día nuevo (2014)
- Buenaventura (2016)
- Amar y vivir (2017)
- La Santa Cecilia (2019)
- Quiero verte feliz (2021)
- Cuatro copas - Bohemia en la finca Altozano (2023)